# Kashell
Kashell – polski zespół wykonujący muzykę rap rockową, założony przez Marcina „AbradAba” Martena oraz muzyków zespołu Coma: Dominika „Witosa” Witczaka, Marcina „Kobeza” Kobzę, Rafała „Matusza” Matuszaka i Adama „Von Marszala” Marszałkowskiego.
Nazwa powstała w czasach pandemii i według twórców należy ją rozumieć zarówno jako zwykły pandemiczny kaszel, jak i chęć wyrzucenia z siebie różnych emocji.
W roku 2021 album Ka$hell został sklasyfikowany na 7. miejscu w rankingu dziesięciu najlepszych płyt roku 2021 według serwisu Teraz Rock. Tego samego roku stała się również uznana płytą tygodnia w serwisie Polskie Radio Czwórka.

## Dyskografia

### Albumy
| Tytuł   | Dane dot. albumu                                       | Pozycja na liście |
| Tytuł   | Dane dot. albumu                                       | POL               |
| ------- | ------------------------------------------------------ | ----------------- |
| Ka$hell | - Data: 26 listopada 2021 - Wydawca: Mystic Production | –                 |

### Single / teledyski
| Tytuł       | Rok  | Reżyseria             | Album   |
| ----------- | ---- | --------------------- | ------- |
| „Chłopak”   | 2021 | Kopruch/Przedmarańcza | Ka$hell |
| „Do Przodu” | 2021 | Michał Jankowski      | Ka$hell |
| „Wk*rw”     | 2021 | Kopruch/Przedmarańcza | Ka$hell |